# Muriola
La playa de Muriola situada en el municipio vizcaíno de Barrica, País Vasco (España), es una playa con arena. Es llamada también la Playa de la Cantera, ya que se generó a partir de los depósitos efectuados por una cantera de arena silícea cercana.
Está orientada al este y muy protegida del mar por la Peña de San Valentín.
En esta playa se hace nudismo.
Junto a esta pequeña playa se abre la ensenada de Barrikondo o Usendegi Kala.
Ha obtenido banderas ISO en 2015 y 2016,

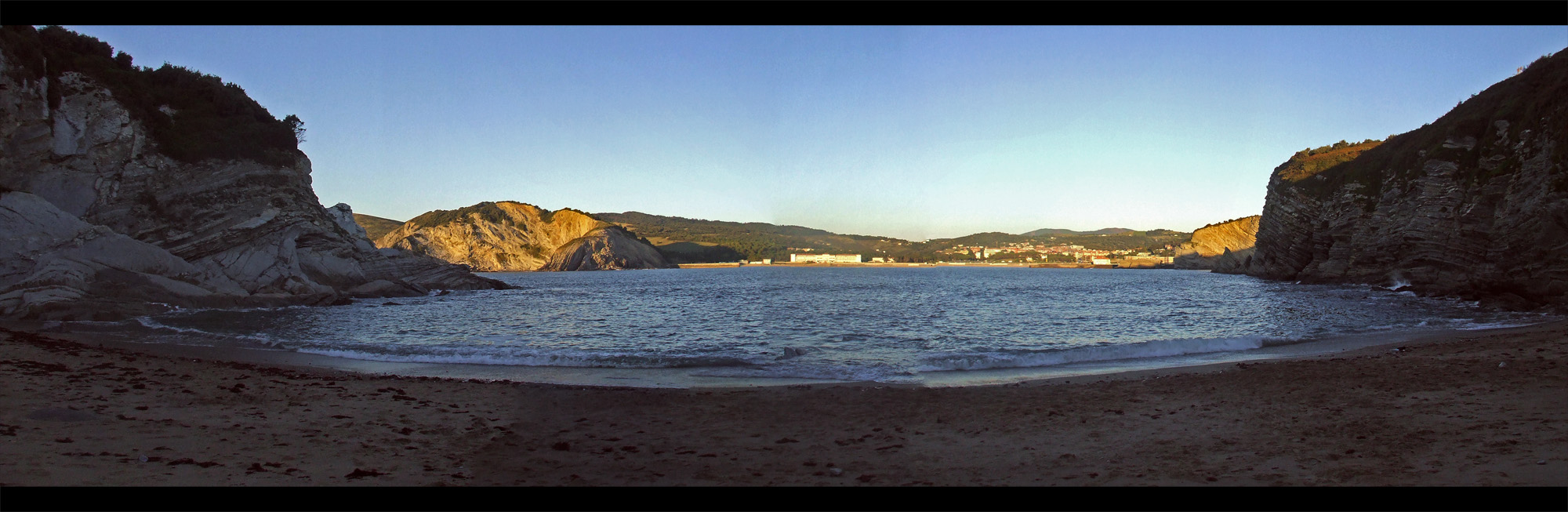
Vista desde el interior.

## Área
- Bajamar: 5.225 m²
- Pleamar: 1.737 m²